# Arphax australis
Arphax australis är en insektsart som först beskrevs av Toussaint de Charpentier 1845.  Arphax australis ingår i släktet Arphax och familjen Phasmatidae. Inga underarter finns listade i Catalogue of Life.